# Andouillé
Andouillé är en kommun i departementet Mayenne i regionen Pays de la Loire i nordvästra Frankrike. Kommunen ligger i kantonen Chailland som tillhör arrondissementet Laval. År 2022 hade Andouillé 2 324 invånare.

## Befolkningsutveckling
Antalet invånare i kommunen Andouillé
| Referens: INSEE |